# أندريا راجي
أندريا راجي (بالإيطالية: Andrea Raggi) (مواليد 24 يونيو 1984 في لا سبيتسيا - إيطاليا) لاعب كرة قدم إيطالي يلعب حاليا لصالح نادي الدرجة الأولى بولونيا الإيطالي منذ 2009 في مركز الظهير الأيمن كما يجيد اللعب في مركز قلب الدفاع .

## روابط خارجية
- أندريا راجي على موقع قاعدة بيانات كرة القدم.إي يو (الإنجليزية)
- أندريا راجي على موقع Soccerway.com (الإنجليزية)
- أندريا راجي على موقع عالم كرة القدم.نت (الإنجليزية)
- أندريا راجي على موقع كووورة
- أندريا راجي على موقع AS.com (الإسبانية)